# 伊斯兰税捐与朝圣局
伊斯兰税捐与朝圣局（缩写JAWHAR），是马来西亚的一个伊斯兰教相关的政府部门。由首相阿都拉·巴达威于2004年3月27日即伊斯兰历1425年2月（色法尔月）6日宣布设立。该部门职能为计划，实施，监测和协调瓦合甫、天课、财产（Mal）和正副朝觐的发展；为此与政府机构和私营部门建立合作关系；为此而制定和协调法律制度等等。